# Сингх, Мохиндер
Мохиндер Сингх (англ. Mohinder Singh, 3 апреля 1953, Джаландхар, Индия — 20 сентября 1977, там же) — индийский хоккеист (хоккей на траве), полевой игрок.

## Биография
Мохиндер Сингх родился 3 апреля 1953 года в индийском городе Джаландхар.
Играл в хоккей на траве за полицию Пенджаба, в которой работал заместителем инспектора, и за сборную Пенджаба.
В 1970 году в составе сборной Индии завоевал серебряную медаль хоккейного турнира летних Азиатских игр в Бангкоке, но не провёл ни одного матча.
В 1976 году вошёл в состав сборной Индии по хоккею на траве на Олимпийских играх в Монреале, занявшей 7-е место. Играл в поле, провёл 8 матчей, забил 1 мяч в ворота сборной ФРГ.
Умер 20 сентября 1977 года в больнице Джаландхара после непродолжительной болезни.